# 지속성 생식기 흥분 장애
지속성 생식기 흥분 장애(持續性生殖器興奮障礙, 영어: persistent genital arousal disorder, PGAD)는 성적 자극이나 성적 욕구가 없는 상태에서 일어나는 자발적이고 지속적이며 원치 않고 통제할 수 없는 생식기의 각성이며, 일반적으로 오르가즘으로 해소되지 않는다. 지속성 성적 흥분 증후군(持續性性的興奮症候群, 영어: persistent sexual arousal syndrome, PSAS)이라고도 한다. 그 대신, 완화를 위해 몇 시간 또는 며칠에 걸쳐 여러 차례 오르가즘을 경험해야 할 수도 있다.
지속성 생식기 흥분 장애는 남녀 모두에서 발생한다. 이는 남성과 여성 생식기의 지속발기증과 비교되었다. 지속성 생식기 흥분 장애는 드물며, 잘 이해되지 않았다. 문헌은 명명법과 일치하지 않는다. 이는 성적 욕구가 높아진 것을 특징으로 하는 성욕과다증과는 구별된다.

## 같이 보기
- 지루
- 냉감증
- 생식기 통증의 원인 목록
- 오르가즘 후 질환
- 성기능 장애
- 질경련